# Distortion!!
〈Distortion!!〉是日本虛構女子搖滾樂隊團結Band的一首CD單曲。該曲也是日本電視動畫《孤獨搖滾！》第一季第1集至第3集的片頭主题曲，其随该动画第一集的播出於2022年10月9日开放數位音樂下載，後收录于與该乐队同名的专辑中。歌曲的名称在英文中意指音訊設備失真產生的聲音。
该歌曲由長谷川育美演唱，谷口鮪创作詞曲，三井律郎负责編曲。
〈Distortion!!〉未能登上日本公告牌的热门百强单曲榜，但在热门发现榜最高排名第18位。